# 宮村武夫
宮村 武夫（みやむら たけお、1939年1月21日 - 2019年8月16日）は、日本の牧師。新約聖書解釈学の権威。

## 経歴
東京府出身、日本クリスチャンカレッジ、ゴードン・コンウェル神学校、ハーバード大学神学部（新約聖書学）、上智大学神学部（組織神学）修了。寄居教会（当時：日本新約教団）にて牧会後、青梅キリスト教会（当時：日本新約教団）、首里福音教会にて牧会。沖縄聖書神学校校長、日本センド派遣会総主事、宇都宮キリスト集会牧師、名護チャペル協力宣教師、クリスチャントゥデイ編集長を務めた。
2019年8月16日、胃癌のため死去。80歳没。

## 著書
- 『コリント人への手紙第一』『テサロニケ人への手紙第一』『新聖書注解』いのちのことば社
- 『ガラテヤ人への手紙』『実用聖書注解』いのちのことば社
- 『存在の喜び もみの木の十年』真文舎 1982年
- 『哀歌講解説教 哀歌をともに』クリスチャントゥデイ 2013年
- 『ルカの福音書 味読身読の手引き①』クリスチャントゥデイ 2014年

## 訳書
- F・F・ブルース「ヘブル人への手紙」聖書図書刊行会